# 옥정
옥정(沃丁)은 상나라의 6대 군주로 태어날 때의 이름은 자현(子絢)이다. 그러나 최근의 고고학적인 증거에서는 그 존재를 의심받고 있다. 
사마천의 사기에는 아버지인 태갑의 뒤를 이은 상나라의 5대 군주라고 적혀 있다. 계사(癸巳)년에 왕위에 올랐고 경사(卿士)를 재상으로, 박(亳)을 수도로 삼았다. 재위 8년째에 예전의 재상이었던 이윤을 기념하는 의식을 행하였다. 재위한지 19년(어떤 곳에는 29년)만에 사망하였다. 옥정이라는 시호가 주어졌고 동생인 태경이 뒤를 이었다. 
은허에서 발굴된 갑골문의 상나라의 군주 명단에는 옥정의 이름이 보이지 않는다. 